# Gabriel Charles Palmer-Buckle

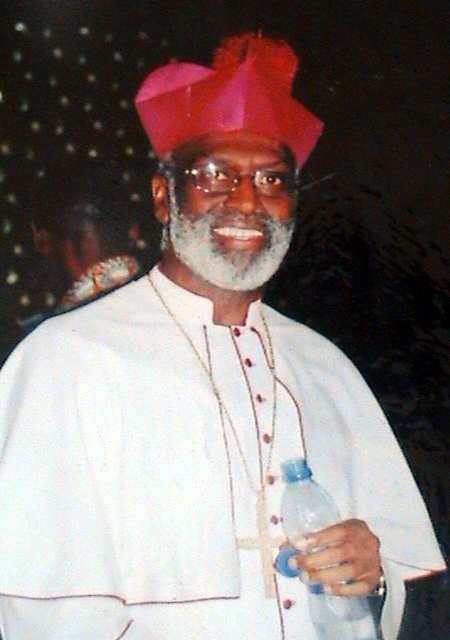
Gabriel Charles Palmer-Buckle (2010)

Gabriel Charles Palmer-Buckle (* 15. Juni 1950 in Axim) ist ein ghanaischer Geistlicher und römisch-katholischer Erzbischof von Cape Coast. 

## Leben
Palmer trat als Dreizehnjähriger in das Knabenseminar von Koforidua ein und wurde 1971 für weitere Studien an die Päpstliche Universität Urbaniana nach Rom entsandt. Der Bischof von Accra, Dominic Kodwo Andoh, spendete ihm am 12. Dezember 1976 die Priesterweihe. Nach mehrjähriger Tätigkeit als Kaplan und Lehrer wurde er an die Päpstliche Universität der Salesianer entsandt, wo er 1984 zum Doctor theologiae promoviert wurde.
Papst Johannes Paul II. ernannte ihn am 6. Juli 1992 zum ersten Bischof des mit gleichem Datum errichteten Bistums Koforidua. Der Papst persönlich spendete ihm am 6. Januar des nächsten Jahres die Bischofsweihe; Mitkonsekratoren waren Erzbischof Giovanni Battista Re, Substitut des Staatssekretariates, und Erzbischof Justin Francis Rigali, Sekretär der Kongregation für die Bischöfe und des Kardinalskollegiums. Von 1995 bis 2003 war Palmer-Buckle Präsident der afrikanischen Caritas. Im November 2004 erfolgte seine Wahl zum Vizepräsidenten der ghanaischen Bischofskonferenz. In der Bischofskonferenz ist er gleichzeitig Vorsitzender der Kommission für Gerechtigkeit und Frieden.
Johannes Paul II. ernannte ihn am 30. März 2005 zum Erzbischof von Accra. Papst Franziskus ernannte ihn am 11. Mai 2018 zum Erzbischof von Cape Coast. Die Amtseinführung fand am 5. Juli desselben Jahres statt.